# Korea Open 2019
Korea Open 2019, oficiálním názvem KEB Hana Bank Korea Open 2019,  byl tenisový turnaj pořádaný jako součást ženského okruhu WTA Tour, který se hrál na otevřených dvorcích s tvrdým povrchem tenisového centra v soulském olympijském parku. Probíhal mezi 16. až 22. zářím 2019 v jihokorejské metropoli Soulu jako šestnáctý ročník turnaje.
Turnaj s rozpočtem 250 000 dolarů patřil do kategorie WTA International Tournaments. Nejvýše nasazenou hráčkou ve dvouhře se po odhlášení Sakkariové pro zranění zápěstí stala třicátá devátá tenistka světa Jekatěrina Alexandrovová z Ruska. Jako poslední přímá účastnice do dvouhry nastoupila 110. hráčka žebříčku Belgičanka Ysaline Bonaventureová.
Premiérový titul na okruhu WTA Tour ve dvouhře vybojovala Češka Karolína Muchová, jež se posunula na nové kariérní maximum, 37. příčku žebříčku. Čtyřhru vyhrála dvojice španělsko-německá dvojice Lara Arruabarrenová a Tatjana Mariová, jejíž členky získaly druhou společnou trofej.

## Distribuce bodů a finančních odměn

### Distribuce bodů
| Soutěž  | vítězky | finalistky | semifinalistky | čtvrtfinalistky | 16 v kole | 32 v kole | Q  | Q2 | Q1 |
| ------- | ------- | ---------- | -------------- | --------------- | --------- | --------- | -- | -- | -- |
| dvouhra | 280     | 180        | 110            | 60              | 30        | 1         | 18 | 1  | 0  |
| čtyřhra | 280     | 180        | 110            | 60              | 1         | —         | —  | —  | —  |

### Finanční odměny
| Soutěž                                | vítězky | finalistky | semifinalistky | čtvrtfinalistky | 16 v kole | 32 v kole | Q2     | Q1   |
| ------------------------------------- | ------- | ---------- | -------------- | --------------- | --------- | --------- | ------ | ---- |
| dvouhra                               | $43 000 | $21 400    | $11 500        | $6 175          | $3 400    | $2 100    | $1 020 | $600 |
| čtyřhra                               | $12 300 | $6 400     | $3 435         | $1 820          | $960      | —         | —      | —    |
| částky ve čtyřhře jsou uváděny na pár |         |            |                |                 |           |           |        |      |

## Ženská dvouhra

### Nasazení
| Stát                        | Hráčka                   | WTA | Nasazení |
| --------------------------- | ------------------------ | --- | -------- |
| Řecko                       | Maria Sakkariová         | 28. | 1.       |
| Rusko                       | Jekatěrina Alexandrovová | 39. | 2.       |
| Česko                       | Karolína Muchová         | 43. | 3.       |
| Polsko                      | Magda Linetteová         | 45. | 4.       |
| Austrálie                   | Ajla Tomljanovićová      | 46. | 5.       |
| Slovinsko                   | Polona Hercogová         | 53. | 6.       |
| Rusko                       | Margarita Gasparjanová   | 54. | 7.       |
| Čína                        | Wang Ja-fan              | 55. | 8.       |
| Žebříček WTA k 9. září 2019 |                          |     |          |

### Jiné formy účasti
Následující hráčky obdržely divokou kartu do hlavní soutěže:
- Kristie Ahnová
- Choi Ji-hee
- Han Na-lae

Následující hráčka nastoupila pod žebříčkovou ochranou:
- Denisa Allertová

Následující hráčka obdržela zvláštní výjimku:
- Mihaela Buzărnescuová

Následující hráčky si zajistily postup do hlavní soutěže v kvalifikaci:
- Tímea Babosová
- Ana Bogdanová
- Priscilla Honová
- Danielle Laová
- Greet Minnenová
- Patricia Maria Țigová

Následující hráčky postoupily z kvalifikace jako tzv. šťastné poražené:
- Danka Kovinićová

### Odhlášení
před zahájením turnaje
- Darja Gavrilovová → nahradila ji  Kirsten Flipkensová
- Ivana Jorovićová → nahradila ji  Stefanie Vögeleová
- Viktória Kužmová → nahradila ji  Denisa Allertová
- Maria Sakkariová → nahradila ji  Danka Kovinićová

## Ženská čtyřhra

### Nasazení
| Stát                                                                    | Hráčka                | Stát       | Hráčka                 | WTA  | Nasazení |
| ----------------------------------------------------------------------- | --------------------- | ---------- | ---------------------- | ---- | -------- |
| Belgie                                                                  | Kirsten Flipkensová   | Lotyšsko   | Jeļena Ostapenková     | 51.  | 1.       |
| Švédsko                                                                 | Cornelia Listerová    | Česko      | Renata Voráčová        | 131. | 2.       |
| Rumunsko                                                                | Irina-Camelia Beguová | Rusko      | Margarita Gasparjanová | 149. | 3.       |
| Gruzie                                                                  | Oxana Kalašnikovová   | Černá Hora | Danka Kovinićová       | 180. | 4.       |
| Žebříček WTA k 9. září 2019; číslo je součtem umístění obou členek páru |                       |            |                        |      |          |

### Jiné formy účasti
Následující páry obdržely divokou kartu do hlavní soutěže:
- Jang Su-jeong /  Kim Na-ri
- Kim Da-bin /  Pak So-hjon

### Odhlášení
před zahájením turnaje
- Anastasija Potapovová (poranění pravého hlezna)

v průběhu turnaje
- Karolína Plíšková (poranění pravého stehna)

## Přehled finále

### Ženská dvouhra
- Karolína Muchová vs.  Magda Linetteová, 6–1, 6–1

### Ženská čtyřhra
- Lara Arruabarrenová /  Tatjana Mariová vs.  Hayley Carterová /  Luisa Stefaniová, 7–6(9–7), 3–6, [10–7]